# جامعة الشيخ زايد (أفغانستان)
جامعة الشيخ زايد (SZU) ، (بالبشتوية: د شیخ زاید پوهنتون)‏ ،، والمعروف أيضا باسم جامعة خوست (بالبشتوية: د خوست پوهنتون)‏ ، هي جامعة عامة في مدينة خوست جنوب شرق أفغانستان . باسمها الأصلي «الجامعة الأفغانية بيشاور» ، تأسست في البداية عام 2000 في بيشاور . تم نقلها إلى خوست بأوامر خاصة من الرئيس الأفغاني السابق حامد كرزاي . سميت الجامعة باسم الشيخ زايد بن سلطان آل نهيان ، أول رئيس لدولة الإمارات العربية المتحدة ، الذي رعى بناء حرمها الجامعي في خوست. 
تم تسجيل جامعة الشيخ زايد رسميًا في عام 2003. بدأ العمل في الجامعة رسمياً في عهد حكيم تانيوال محافظ خوست. قام الحاكم التالي ، مراج الدين باتان ، برحلة إلى دولة الإمارات العربية المتحدة ، وطلب أموالاً لإكمال الجامعة. لتكريم مساعدة دولة الإمارات العربية المتحدة ، تم تغيير اسم الجامعة إلى جامعة الشيخ زايد. كان للمحافظ باتان سجل حافل في افتتاح المدارس ، ودعم التعليم لجميع الجنسين ، لذلك كان من الطبيعي أن يدفع باتجاه بناء جامعة الشيخ زايد. تم افتتاح حرم الجامعة الجديد رسمياً في مارس 2008.
تضم جامعة الشيخ زايد تسع كليات وأكثر من 3000 طالب وطالبة. لديها محطة إذاعية خاصة لأعضاء هيئة التدريس بالصحافة. إنها الجامعة الوحيدة في أفغانستان التي بها كلية علوم الكمبيوتر . يحتوي على نزل للطلاب ، ويتم تدريب طلاب الطب في مستشفى خوست الذي تديره الحكومة. 
جامعة الشيخ زايد هي واحدة من إحدى عشرة مؤسسة تعليمية أفغانية لديها مرافق للتعليم الإلكتروني ، مقدمة من الوكالة الأمريكية للتنمية الدولية . 

## وصلات خارجية
- الموقع الرسمي لمدينة خوست
- تحالفات المساواة الأفغانية
- وزارة التعليم العالي في أفغانستان